# 그란노스

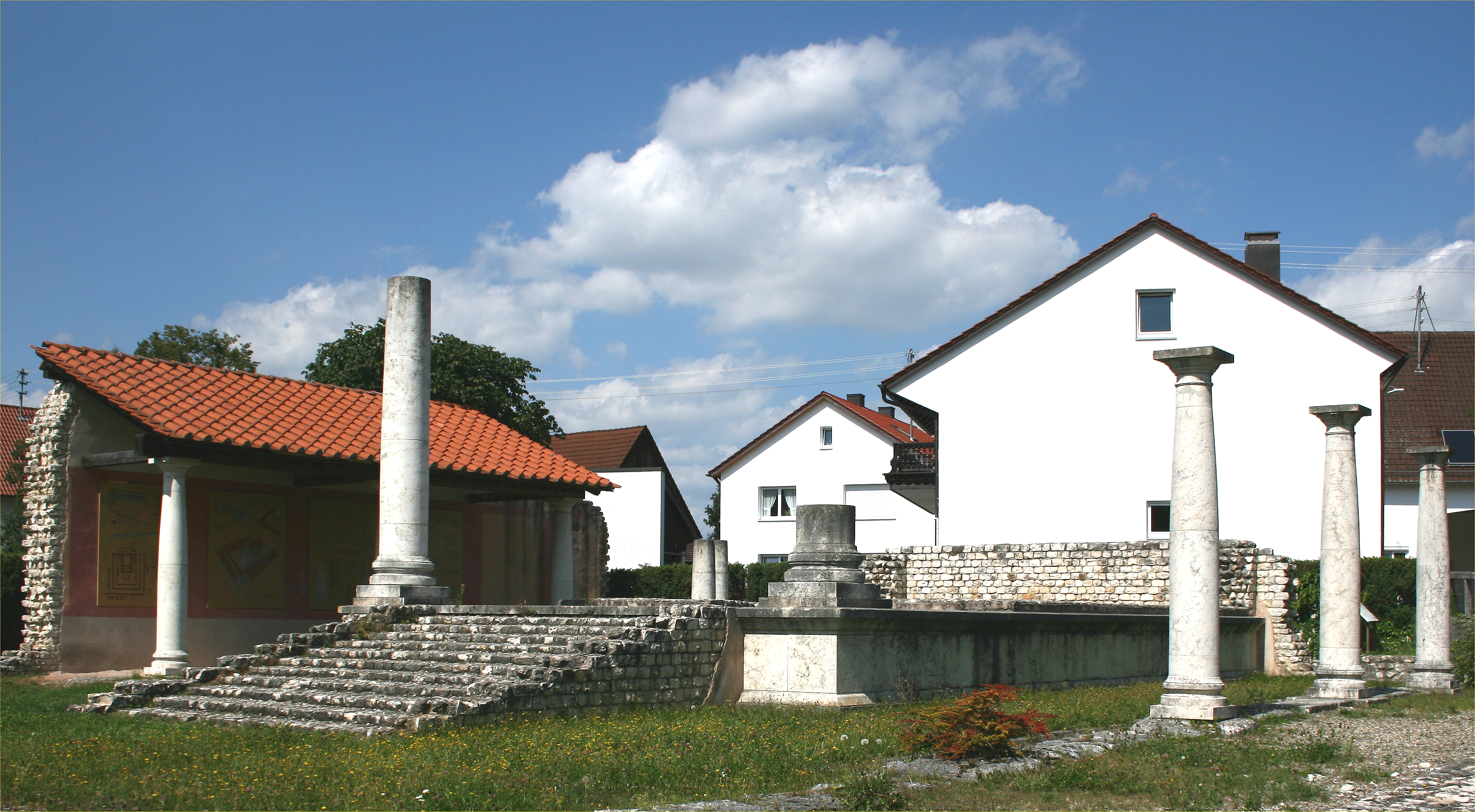
현대에 재건축된 아폴로 그란노스의 신전 터와 제단. 독일 바이에른주 라우닝겐 근교에 위치한다.

그란노스 또는 그란누스(Grannus)는 켈트 신화의 신으로, 건강·치유·광천의 신이다. 종종 로마 신화의 아폴로와 동일시되었으며 아폴로 그란누스로 칭해졌다. 또한, 켈트 여신인 시로나와 로마 신 마르스, 그리고 기타 신들과 함께 숭앙되기도 하였다.